# MogolAudio2
MogolAudio2 è il settimo album in studio del gruppo musicale italiano Audio 2, pubblicato nel 2009 dalla Carosello Records.

## Descrizione
Il disco contiene 10 tracce scritte dal celebre paroliere Mogol e cantate dal duo.

## Tracce
1. La voce di un amico
2. Prova a immaginare
3. Mister nessuno
4. Il sorriso di un cactus
5. Questa sera l'universo
6. Libertà
7. L'ultimo ballo
8. Autostop
9. Di notte a Roma
10. Il compromesso

## Formazione
- Gianni Donzelli – voce, tastiera aggiuntiva
- Vincenzo Leomporro – voce, chitarra acustica
- Ivan Russo – tastiera, pianoforte
- Paolo Gianolio – chitarra acustica, chitarra elettrica
- Cristiano Micalizzi – batteria
- Alessandro Magnalasche – chitarra acustica, chitarra elettrica
- Giuseppe Barbera – tastiera, pianoforte, Fender Rhodes
- Cesare Chiodo – basso
- Alfredo Golino – batteria
- Phil Palmer – chitarra acustica, chitarra elettrica
- Francesco Musacco – tastiera, programmazione
- Valeria Guida, Sabrina Guida – cori